# Thỏ Ngọc (xe tự hành)
Thỏ Ngọc (tiếng Trung: 玉兔; Hán-Việt: Ngọc Thố hoặc Túc Thố) là một xe tự hành không người lái, một phần trong sứ mệnh khám phá Mặt Trăng Chang'e 3 của Trung Quốc. Nó được phóng vào lúc 17:30 UTC ngày 1 tháng 12 năm 2013 và tới được bề mặt Mặt Trăng vào ngày 14 tháng 12 năm 2013.
Thỏ Ngọc đã không thể di chuyển sau đêm thứ hai âm lịch, mặc dù tàu vẫn tiếp tục thu thập thông tin trong vài tháng sau đó. Vào tháng 10 năm 2015, Thỏ Ngọc đã lập kỷ lục về thời gian hoạt động lâu nhất đối với xe tự hành trên Mặt Trăng. Vào ngày 31 tháng 7 năm 2016, Thỏ Ngọc ngừng hoạt động sau tổng cộng 31 tháng, vượt xa thời gian dự kiến ban đầu là 3 tháng. Tổng cộng, khi ở trên Mặt Trăng, xe tự hành này đã di chuyển quãng đường 114,8 m (377 ft).
Vào năm 2018, xe tự hành Thỏ Ngọc 2 đã ra mắt như một phần của nhiệm vụ Chang'e 4.